# Malappanahalli, Hosadurga
Malappanahalli là một làng thuộc tehsil Hosadurga, huyện Chitradurga, bang Karnataka, Ấn Độ.